# LPGA Tour 2017
Navigation
Édition précédente Édition suivante
La LPGA Tour 2017 est la saison du circuit de la LPGA Tour disputée en 2017, elle se tient entre janvier et novembre 2017 à travers le monde par l'élite du golf féminin. L’événement est organisée par la LPGA et la plupart des tournois se tiennent aux États-Unis. 

## Calendrier
|    | Dates           | Tournoi                                        | Lieu             | Vainqueur (Nombre de victoires) |
| -- | --------------- | ---------------------------------------------- | ---------------- | ------------------------------- |
| 1  | 26-29 janv.     | Pure Silk-Bahamas LPGA Classic                 | Bahamas          | Brittany Lincicome (7)          |
| 2  | 16-19 févr.     | ISPS Handa Women's Australian Open             | Australie        | Jang Ha-Na (4)                  |
| 3  | 23-26 févr.     | Honda LPGA Thailand                            | Thaïlande        | Yang Amy (3)                    |
| 4  | 2-5 mars        | HSBC Women's Champions                         | Singapour        | Inbee Park (18)                 |
| 5  | 16-19 mars      | Bank of Hope Founders Cup                      | Arizona          | Anna Nordqvist (7)              |
| 6  | 23-26 mars      | Kia Classic                                    | Californie       | Mirim Lee (3)                   |
| 7  | 30 mars-2 avr.  | ANA Inspiration                                | Californie       | Ryu So-yeon (4)                 |
| 8  | 12-15 avr.      | LPGA Lotte Championship                        | Hawaii           | Cristie Kerr (19)               |
| 9  | 27-30 avr.      | Volunteers of America Texas Shootout           | Texas            | Haru Nomura (3)                 |
| 10 | 4-7 mai         | Lorena Ochoa Match Play                        | Mexique          | Kim Sei-young (6)               |
| 11 | 18-21 mai       | Kingsmill Championship                         | Virginie         | Lexi Thompson (8)               |
| 12 | 25-28 mai       | LPGA Volvik Championship                       | Michigan         | Shanshan Feng (7)               |
| 13 | 2-4 juin        | ShopRite LPGA Classic                          | New Jersey       | Kim In-kyung (5)                |
| 14 | 8-11 juin       | Manulife LPGA Classic                          | Ontario          | Ariya Jutanugarn (6)            |
| 15 | 15-18 juin      | Meijer LPGA Classic                            | Michigan         | Brooke Henderson (4)            |
| 16 | 23-25 juin      | Walmart NW Arkansas Championship               | Arkansas         | Ryu So-yeon (5)                 |
| 17 | 29 juin-2 juil. | KPMG Women's PGA Championship                  | Illinois         | Danielle Kang (1)               |
| 18 | 6-9 juil.       | Thornberry Creek LPGA Classic                  | Wisconsin        | Katherine Kirk (3)              |
| 19 | 13-16 juil.     | U.S. Women's Open                              | New Jersey       | Park Sung-hyun (1)              |
| 20 | 20-23 juil.     | Marathon Classic                               | Ohio             | Kim In-kyung (6)                |
| 21 | 27-30 juil.     | Aberdeen Asset Management Ladies Scottish Open | Écosse           | Mi Hyang Lee (2)                |
| 22 | 3-6 août        | RICOH Women's British Open                     | Écosse           | Kim In-kyung (7)                |
|    | 18-20 août      | Solheim Cup                                    | Iowa             | États-Unis                      |
| 23 | 24-27 août      | Canadian Pacific Women's Open                  | Ontario          | Park Sung-hyun (2)              |
| 24 | 31 août-3 Sept. | Cambia Portland Classic                        | Oregon           | Stacy Lewis (12)                |
| 25 | 7-10 Sept.      | Indy Women in Tech Championship                | Indiana          | Lexi Thompson (9)               |
| 26 | 14-17 sept.     | The Evian Championship                         | France           | Anna Nordqvist (8)              |
| 27 | 28 Sept.-1 oct. | MacKayson New Zealand Women's Open             | Nouvelle-Zélande | Brooke Henderson (5)            |
| 28 | 5-8 oct.        | Alisports Reignwood                            | Chine            | Tournoi annulé                  |
| 29 | 12-15 oct.      | LPGA Keb Hana Bank Championship                | Corée du Sud     | Ko Jin-young (1)                |
| 30 | 19-22 oct.      | Swinging Skirts LPGA Taiwan Championship       | Taïwan           | Ji Eun-hee (3)                  |
| 31 | 26-29 oct.      | Sime Darby LPGA Malaysia                       | Malaisie         | Cristie Kerr (20)               |
| 32 | 3-5 nov.        | TOTO Japan Classic                             | Japon            | Shanshan Feng (8)               |
| 33 | 8-11 nov.       | Blue Bay LPGA                                  | Chine            | Shanshan Feng (9)               |
| 34 | 16-19 nov.      | CME Group Tour Championship                    | Floride          | Ariya Jutanugarn (7)            |

La Solheim Cup n'entre pas le calendrier des épreuves comptant pour la Race to CME

## Classement final
| Classement | Joueuse           | Pays         | Tournois joués | Gains ($) |
| ---------- | ----------------- | ------------ | -------------- | --------- |
| 1          | Park Sung-hyun    | Corée du Sud | 23             | 2 335 883 |
| 2          | Ryu So-yeon       | Corée du Sud | 23             | 1 981 593 |
| 3          | Lexi Thompson     | États-Unis   | 21             | 1 877 181 |
| 4          | Shanshan Feng     | Chine        | 22             | 1 728 191 |
| 5          | Ariya Jutanugarn  | Thaïlande    | 27             | 1 549 858 |
| 6          | Brooke Henderson  | Canada       | 30             | 1 504 869 |
| 7          | Cristie Kerr      | États-Unis   | 23             | 1 414 752 |
| 8          | Anna Nordqvist    | Suède        | 20             | 1 335 164 |
| 9          | Moriya Jutanugarn | Thaïlande    | 28             | 1 320 900 |
| 10         | Kim Sei-young     | Corée du Sud | 25             | 1 278 166 |

Résultat 2017 officiel complet de la money list